# Shinchosha
Shinchosha (яп. 株式会社新潮社, Kabushiki Kaisha Shinchōsha) — видавництво, засноване в 1896 році в Японії зі штаб-квартирою в Ярайчо, Шінджюку, Токіо. Видавництво широко відоме не тільки своїми літературними журналами (Shinchō та ін.) і знаменитою серією «Бібліотека Shinchosha», а й тим, що її видання полемічної спрямованості є свого роду трибуною для прихильників консервативних політичних поглядів. Shinchosha курує низку великих літературних премій: премія Мішіми, премія Кобаяші, премія Кавабати тощо.

## Книги

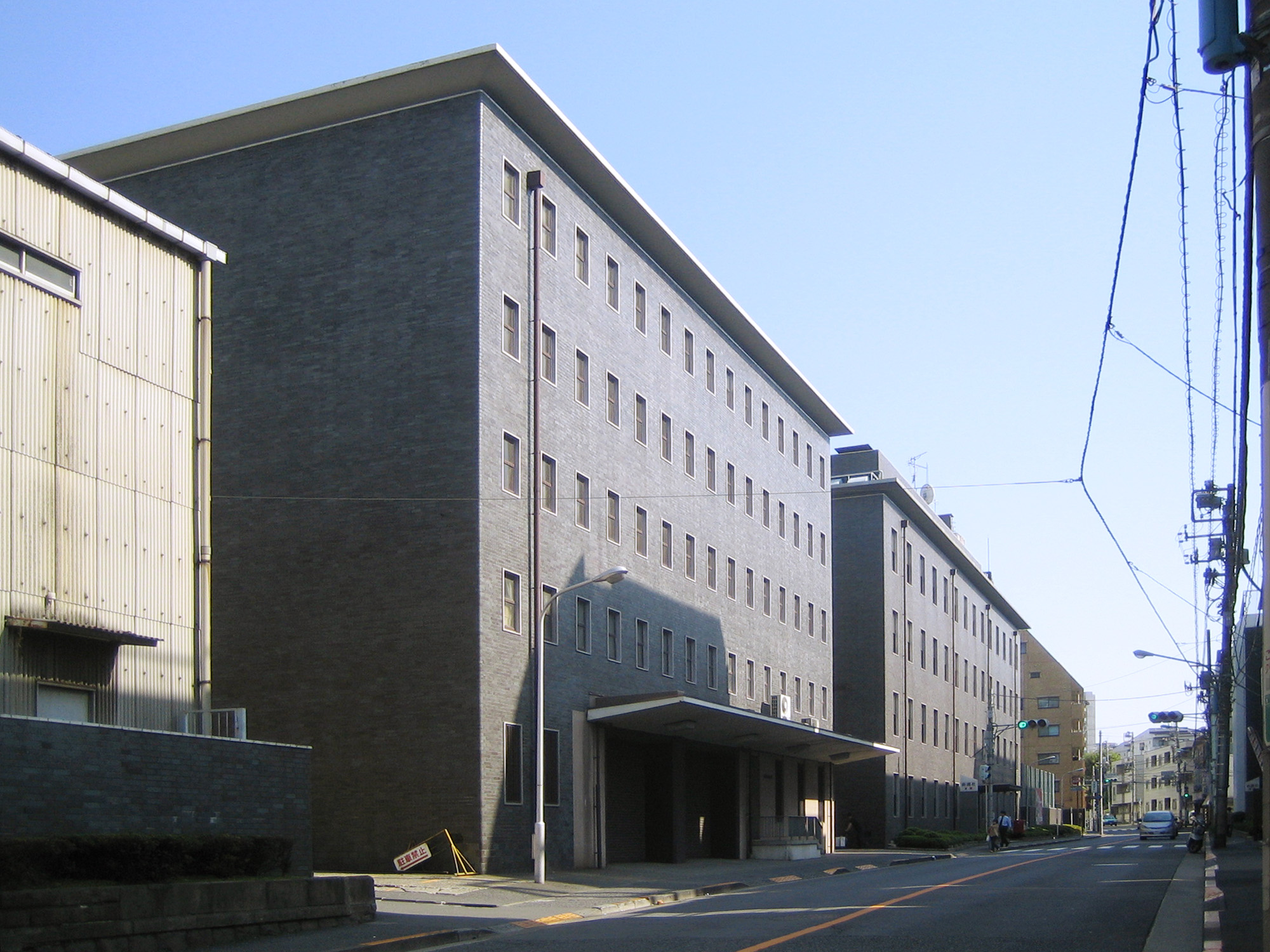
Штаб-квартира Shinchosha

- Харукі Муракамі: Країна Див без гальм і Кінець Світу (1985), Uten Enten (1990), Хроніка заводного птаха (1997), Усі Божі діти танцюють (2000), 1Q84 (2009–2010), Місто і його ненадійні стіни (2023)[1]
- Алекс Керр: Втрачена Японія (1993)

## Книжкові серії
- Aijō no unmei
- Anderusen dōwashū
- Baruzakku senshū (1947)[2]
- Bashō: Sono kanshō to hihyō
- Camus zensyū (1972)[3]
- Chijō (1919)[4]
- Daihyōteki meisaku senshū (1914)[5]
- Daini no sei
- Gendai furansu bungaku jūsanninshū
- Gendai sekai bungaku zenshū
- Goya
- Hagiwara Sakutarō zenshū
- Henrī mirā zenshū
- Heruman Hesse zenshū (1957)[6] / Hesse zensyū
- Hito to shizen shirīzu
- Hito to shizen sōsho
- Ichijikan bunko (1953)[7]
- Jidai shōsetsu dai zenshū
- Junkyō to hankō
- Kafuka zenshū (1953)[8] / Kafka zensyū
- Kaigai bungaku shinsen
- Kaigai bungaku shinsen: Furansu bungaku
- Kaigai bungaku shinsen: Supein bungaku
- Katsu kaishū (1943)[9]
- Kawamori Yoshizō watakushi no zuisōsen
- Kindai Meicho Bunko (近代名著文庫) («Бібліотека шедеврів сучасності») (1917)[10]
- Kinjiki
- Kōfuku no nochi ni kuru mono
- Meiji taishō shishi
- Nanpō kikō
- Nihon bunka
- Nihon bunka no dentō to hensen
- Niichie zenshū (1917)[11]
- Ningen no unmei (1962)[12]
- Norman Mailer zenshū
- Paris tabi no zatugaku nōto
- Pūshikin shōsetsu zenshū
- Roka zenshū
- Rōmajin no monogatari (1994)[13]
- Saiensu sukuranburu
- Sekai bungaku zenshū (世界文学全集) («Серія світової літератури») (1927)[14]
- Sekai no ehon chugataban
- Senmannin no seiten shirīzu
- Shabake
- Shakai mondai kōza
- Sheikusupia zenshū (1949)[15] / Shakespeare zenshū
- Shincho Art Library Series
- Shinchō bunko (新潮文庫)[16]
- Shinchō bunko nekkusu
- Shinchō sensho
- Shinchō shinsho
- Shōnen bunka sōsho (1941)[17]
- Shūdōin shishū
- Soveto tanpen zenshū
- Tōdai kōgi ningen no genzai
- Tonbo Books
- Tōzai bijutsuron
- Ushinawareta toki o motomete (1953)[18]
- Yagyū bugeichō
- Yamamoto yūzō zenshū
- Yasei eno tabi
- Yozefu to sono kyōdaitachi

## Журнали

### Щотижня
- Weekly Shinchō (яп. 週刊新潮) – з 1956 року
- Weekly Comic Bunch (яп. 週刊コミックバンチ) – журнал манґи, припинений у 2010 році
- Focus – призупинено

### Щомісяця
- Shinchō (яп. 新潮) – літературний журнал, з 1904 року
- "Monthly" Series (яп. 「月刊」シリーズ)
- Nami (яп. 波)
- nicola
- Shinchō 45 (яп. 新潮45) (призупинено)[19]
- Geijutsu Shinchō (яп. 芸術新潮)
- Shōsetsu Shinchō (яп. 小説新潮)
- Tabi (яп. 旅)
- ENGINE – автомобільний журнал, з 2000 року
- Foresight – японське видання припинено у 2010 році
- Monthly Comic Bunch (яп. 月刊コミックバンチ) – журнал манґи, з 2011 року

### Веб-журнал
- Foresight – японське видання з 2010 року
- Daily Shinchō – всеосяжний новинний сайт, який здебільшого публікує уривки з Shukan Shincho з 2015 року[20]

## ПризупиненняShincho 45
У 2016 році, після редакційних змін, щомісячний журнал Shincho 45 збільшив кількість публікацій полемічних статей від авторів, які зазвичай писали для видань з правою точкою зору. У 2018 році Shinchosha призупинив публікацію Shincho 45 після того, як у журналі з’явилося кілька статей з критикою членів ЛГБТ-спільноти, включаючи статтю Міо Сугіти в номері за серпень 2018 року, яка називала ЛГБТ-пари «непродуктивними». Президент Shinchosha Таканобу Сато особливо розкритикував серію есе у випуску за жовтень 2018 року, які захищали статтю Сугіти, назвавши серію «висловлюваннями, сповненими упереджень, які не отримали належного визнання і відхилялися від здорового глузду».